# He Jiahong
He Jiahong (chinesisch 何家弘, Pinyin Hé Jiāhóng; * 10. Mai 1953 in Peking, Volksrepublik China) ist ein chinesischer Strafrechtler und Kriminalschriftsteller.

## Leben
He stammt aus einer ursprünglich großbürgerlichen Familie, sein Großvater war General der Kuomintang in der Republik China und wurde im kommunistischen China entlassen. Als junger, überzeugter Kommunist wurde er in der Zeit der Kulturrevolution auf das Land verschickt. 1977 erhielt er die Genehmigung, nach Peking zurückzukehren, wo er als Installateur in der Bauindustrie arbeitete. Ab 1979 konnte er ein Jurastudium an der Chinesischen Volksuniversität aufnehmen, das er 1983 mit dem B.A. und 1986 dem Master abschloss.
1980 heiratete er eine Frau aus einer Ärztefamilie, sie haben eine Tochter. 1990, ein Jahr nach dem  Tian’anmen-Massaker, forschte er mit einem Stipendium der Ford Foundation an der Northwestern University bei Chicago. Nach weiteren Studienaufenthalten wurde er dort 1993 mit der Dissertation Criminal Prosecution in the PRC and the USA: A Comparative Study promoviert. He wurde seither wiederholt zu Gastvorträgen in die Vereinigten Staaten, Japan und nach Dubai eingeladen.
An der Chinesischen Volksuniversität wurde er zum Professor berufen und wurde 2006 zum Direktor des Instituts für Beweisrecht ernannt.
In einem Interview im Jahr 2015 schätzte er den Demokratisierungsprozess in China als ein noch langwieriges Unterfangen ein. He hat seit 2008 Vorschläge publiziert, die aus seiner Sicht in China grassierende Korruption einzuschränken. So sollten bis Ende 2013 Selbstanzeigen ermutigt werden und im Gegenzug eine Amnestie erfolgen. Der Vorschlag wurde allerdings nicht aufgenommen.
He  hat 1994 seinen ersten Kriminalroman mit dem Protagonisten Hong Jun, ins Englische übersetzt als Crime of Blood, veröffentlicht. Seither hat er vier weitere Kriminalromane geschrieben, die zum Teil ins Englische, Spanische, Italienische und Französische übersetzt wurden. Als Vorbild seines literarischen Schaffens nennt er den amerikanischen Dichterjuristen Scott Turow.

## Werke (Übersetzungen in Englisch)
- mit Jon R Waltz: Criminal prosecution in the People’s Republic of China and the United States of America. A comparative study. China Procuratorial Press, Peking 1995
- Hanging Devils. Hong Jun Investigates. Übersetzung ins Englische von Duncan Hewitt. Penguin, Camberwell 2012
- The Black Hole of Human Life. Crimes behind the Stock Market. Penguin Group, Melbourne 2014
- Back From The Dead. A Landmark Ruling of Wrongful Conviction in China. 2014